# Claire Vallée
Claire Vallée (Nancy, 1980) es una chef francesa. Su restaurante ONA, fue el primer establecimiento vegano en Francia en ganar una prestigiosa estrella Michelin.

## Biografía
Nació en 1980 en Nancy y pasó su infancia en Montélimar. Tiene un doctorado en Arqueología. Después de sus estudios, tomó un trabajo de verano en un restaurante en Crans-Montana, Suiza, y terminó quedándose ocho años. Se formó como pastelera. Después de un tiempo en Tailandia, se hizo vegetariana y, a su regreso a Francia, se mostró reacia a trabajar con carne o pescado.
En 2016 abrió un restaurante vegano en Arès, cerca de Burdeos, en el suroeste de Francia. Se llama ONA, que significa "Origin No Animal". Financió su negocio a través de una campaña de micromecenazgo que recaudó 10.000 euros y a través de La Nef, una cooperativa de finanzas éticas. Aparte de la comida, Claire Vallée extiende el veganismo a las bebidas y a la decoración del restaurante, que utiliza electricidad verde y composta sus desechos.

## Reconocimientos
En 2018, la Guía Michelin premió a ONA con un tenedor, símbolo de un restaurante de confort y calidad. La guía rival, Gault Millau, le concedió dos gorros de cocinero, su galardón equivalente. Esto convirtió a ONA en el primer establecimiento orgánico y vegano reconocidos por estas guías.
En 2021, recibió la primera estrella Michelin otorgada en Francia a un restaurante vegano. La Guía Michelin también le otorgó una Estrella Verde a la excelencia en gastronomía sostenible.